# Пелтаст
Пелтаст (на гръцки: πελταστής) е лековъоръжен и бързо подвижен пехотинец от античността.
Според Херодот пелтастите са въоръжени с лек щит пелта (откъдето вероятно идва и името Пелтаст), 2 леки копия за хвърляне и къс меч енхейридион (виж акинак), а по-късно с крив нож скелме:с. 22. Пелтастите традиоционно са облечени с дълъг хитон, шапка от лисича кожа (алопекис) през зимата, островърха шапка (гугла) през лятото, високи обувки от еленова кожа (ембадес) и раиран вълнен плащ (зейра):с. 90.
Много тракийски пелтасти (според Тукидид те са винаги от колониите в Тракия или от островите близо до тях) служат като наемници в чужди армии. През 415 г. пр.н.е. по време на Пелопонеската война Атина наема 1300 пелтасти от племето на Диите за действия срещу Сиракуза, но поради закъснение участват в акция срещу Микалес. Клеарх и Милтокит с общо 1100 пелтасти и 80 тракийски конници се присъединяват към армията на Кир Млади в похода му срещу брат си Артаксеркс през 401 г. пр.н.е.:с. 26 Пелтасти се срещат и в районите на Мала Азия – Пафлагония и Фригия, а също и в персийската армия, където се наричат такабара.
Гръцкият военачалник Ификрат в IV век пр. Хр. реорганизира водените от себе си хоплити и замества големите им щитове аспис с пелти. В битката при Хелайон през 391 г. пр.н.е. своеобразните му пелтасти разгромяват тежковъоръжените спартански хоплити. Според Диодор Сицилийски по-късно (около 374 г. пр.н.е.) Ификрат заменя копията за мятане с големи копия. Това води до появата на тезата, че пелтастите на Ификрат са директни предшественици на македонската фаланга.
Не трябва обаче да се бъркат пелтастите на Ификрат с тракийския им първообраз, защото освен вида щит, който носят, двата типа войски имат коренно различно въоръжение и предназначение на бойното поле.
Самият Александър Македонски използва пелтасти – наемници главно от тракийските племена населяващи земите северно от Антична Македония, главно сред Агрианите. През III век пр. Хр. пелтастите са заменени от туреофорите. В по-късно време „пелтаст“ става синоним на „наемник“.
Върху атически вази от V в. пр.н.е. често са изобразявани тракийски пелтасти с типичното за тях въоръжение и облекло.